# Micromeria cristata
Micromeria cristata là một loài thực vật có hoa trong họ Hoa môi. Loài này được (Hampe) Griseb. mô tả khoa học đầu tiên năm 1844.